# Anthophora neavei
Anthophora neavei är en biart som beskrevs av Joseph Vachal 1910. Anthophora neavei ingår i släktet pälsbin, och familjen långtungebin. Inga underarter finns listade i Catalogue of Life.